# Xybots
Xybots is een computerspel dat werd ontwikkeld en uitgegeven door Atari Games Corporation. Het spel kwam in 1987 als arcadespel. Hierna volgende releases voor verschillende homecomputers. De speler loopt door gangen in een 3d-wereld en moet vechten tegen robots. Het spel kan met een van of twee personen gespeeld worden.

## Platforms
| Jaar | Platform                                                     |
| ---- | ------------------------------------------------------------ |
| 1987 | Arcade                                                       |
| 1989 | Amiga, Amstrad CPC, Atari ST, Commodore 64, MSX, ZX Spectrum |
| 1991 | Lynx                                                         |

## Ontvangst
| Beoordeeld door          | Platform    | Datum            | Score |
| ------------------------ | ----------- | ---------------- | ----- |
| The Games Machine (GB)   | Amiga       | augustus 1989    | 88%   |
| The Games Machine (GB)   | ZX Spectrum | augustus 1989    | 87%   |
| Game Zero                | Lynx        | september 1992   | 86%   |
| Crash!                   | ZX Spectrum | juli 1989        | 82%   |
| Your Sinclair            | ZX Spectrum | juli 1989        | 80%   |
| Amiga User International | Amiga       | september 1989   | 80%   |
| Sinclair User            | ZX Spectrum | juli 1989        | 78%   |
| Power Play               | Lynx        | februari 1992    | 70%   |
| Your Amiga               | Amiga       | september 1989   | 65%   |
| The Video Game Critic    | Lynx        | 27 november 2006 | 50%   |

## Trivia
- Het spel is opgenomen in het boek 1001 Video Games You Must Play Before You Die van Tony Mott.